# Traude Zehentner
Traude Zehentner (* 7. August 1950 in Lilienfeld) ist eine österreichische Schriftstellerin.

## Leben
Traude Zehentner besuchte die Volksschule und Hauptschule, absolvierte eine Lehre zur Einzelhandelskauffrau und arbeitete einige Jahre als kaufmännische Angestellte. Ab 1982 machte Zehentner Lesungen in Lyrik in Büchereien und in der Alten Schmiede in Wien. Sie organisierte 1985 und 1986 die Lila Matineen im ehemaligen Wiener Tabakmuseum.
Traude Zehentner ist verheiratet, hat zwei Töchter und lebt und arbeitet in Wien.

## Auszeichnungen
- 1986 Anerkennungspreis des Landes Niederösterreich in Literatur[2]

## Publikationen
- Hoffnungsentzündungen. Broschüre, 1983.
- Bauchgedanken Kopfgefühle. Illustrationen von Helga Schöpfleuthner, Lyrik, Verlag Frischfleisch, Wien 1989.
- Gedichte in: Wortweben. Webs of Words. Anthologie, 1991.
- Gedichte in: Literaturlandschaft. Anthologie, P.E.N.-Club Niederösterreich, 1997.
- Gedichte in: Süchtig. Anthologie, P.E.N.-Club Niederösterreich, 2007.